# Stazione meteorologica di Montebruno
La stazione meteorologica di Montebruno è la stazione meteorologica di riferimento per la località di Montebruno.

## Coordinate geografiche
La stazione meteo si trova nell'Italia nord-occidentale, in Liguria, in provincia di Genova, nel comune di Montebruno, a 657 metri s.l.m. e alle coordinate geografiche 44°31′N 9°15′E.

## Dati climatologici
In base alla media trentennale di riferimento 1961-1990, la temperatura media del mese più freddo, gennaio, si attesta a +0,4 °C; quella del mese più caldo, luglio, è di +18,6 °C .
| MONTEBRUNO         | Mesi | Mesi | Mesi | Mesi | Mesi | Mesi | Mesi | Mesi | Mesi | Mesi | Mesi | Mesi | Stagioni | Stagioni | Stagioni | Stagioni | Anno |
| MONTEBRUNO         | Gen  | Feb  | Mar  | Apr  | Mag  | Giu  | Lug  | Ago  | Set  | Ott  | Nov  | Dic  | Inv      | Pri      | Est      | Aut      | Anno |
| ------------------ | ---- | ---- | ---- | ---- | ---- | ---- | ---- | ---- | ---- | ---- | ---- | ---- | -------- | -------- | -------- | -------- | ---- |
| T. max. media (°C) | 3,7  | 4,8  | 8,6  | 12,7 | 17,0 | 21,7 | 24,0 | 23,3 | 19,5 | 14,3 | 9,5  | 4,8  | 4,4      | 12,8     | 23,0     | 14,4     | 13,7 |
| T. min. media (°C) | −3,0 | −2,6 | 1,1  | 4,0  | 7,6  | 11,3 | 13,1 | 12,8 | 10,5 | 7,2  | 3,0  | −1,4 | −2,3     | 4,2      | 12,4     | 6,9      | 5,3  |